# Jean Roussel (abbé)
Pour les articles homonymes, voir Jean Roussel et Roussel.
Jean Roussel dit Marc-d'Argent (mort le 7 décembre 1339) est le 23e abbé de Saint-Ouen de Rouen.

## Biographie
Jean Roussel nait à Quincampoix à la fin du XIIIe siècle d’un père laboureur. Il suit ses études chez les moines de Saint-Ouen, installés dans leur manoir de Bihore après l’incendie de l’abbaye en 1248, et devient moine.
Prieur de Notre-Dame de Beaumont-en-Auge qui dépend de l’abbaye, il est élu le 23e abbé de Saint-Ouen en 1303. En 1318, il décide la reconstruction de l’abbatiale, dans un style gothique, dont il pose la première pierre en mai 1318. Il meurt à Bihorel au manoir de l’abbaye le 7 décembre 1339 sans avoir vu son œuvre achevée. 

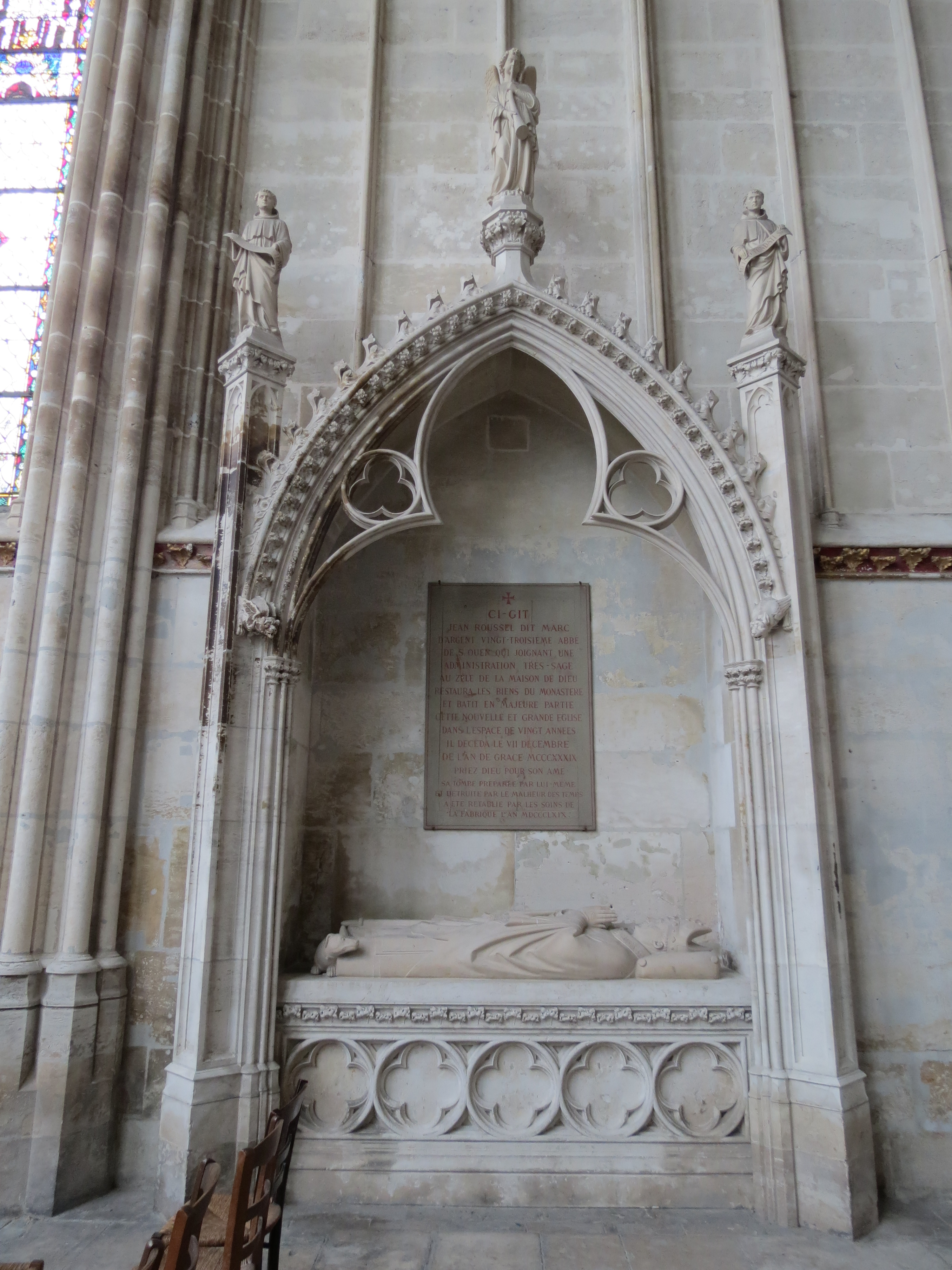
Gisant de Jean Roussel Marc-d'Argent.

On peut aujourd’hui voir le gisant de Jean Roussel, détruit puis relevé par la fabrique en 1869, du côté sud de la chapelle axiale dédiée à la Vierge.